# Conca de Calonge
La conca de Calonge es forma de tres conques de rieres a la vila de Calonge que desguassen directament al Mar Mediterrani: la conca meridional, la conca central i la conca septentrional. Són totes rieres de règim pluvial amb cabal força irregular.
El 13 d'octubre de 2005, unes pluges diluvials van augmentar el cabal d'aquesta conca força tranquil·la en temps normals i causar una inundació greu. Les aigües van emportar-se una desena de cotxes. A l'aiguabarreig de la riera del Tinar i de la riera de Calonge, els torrents van endur-se mitja casa.
Conca septentrional
- Aubi
- Rec Madral
  - Riera Monells

Conca central
- Riera de Calonge
  - Riera del Tinar
    - riera del Jonc
    - rec de Brugueres
- Rifred
  - Rielancs
  - Riera de la Ganga
  - Riera de S'Orinella (Riera de la Vila)
  - Folc
- Riera de Cabanyes o Riera dels Molins
  - Torrent d'en Simonet
  - Rec del Bassal Gran
  - Torrent del Comal dels Lladres
  - Torrent de Can Jan
  - Riera de Mas Riera
  - Riera de Mas Cases

Conca meridional
- Torrent Sant Jordi
- Rec d'en Massoni

## Galeria

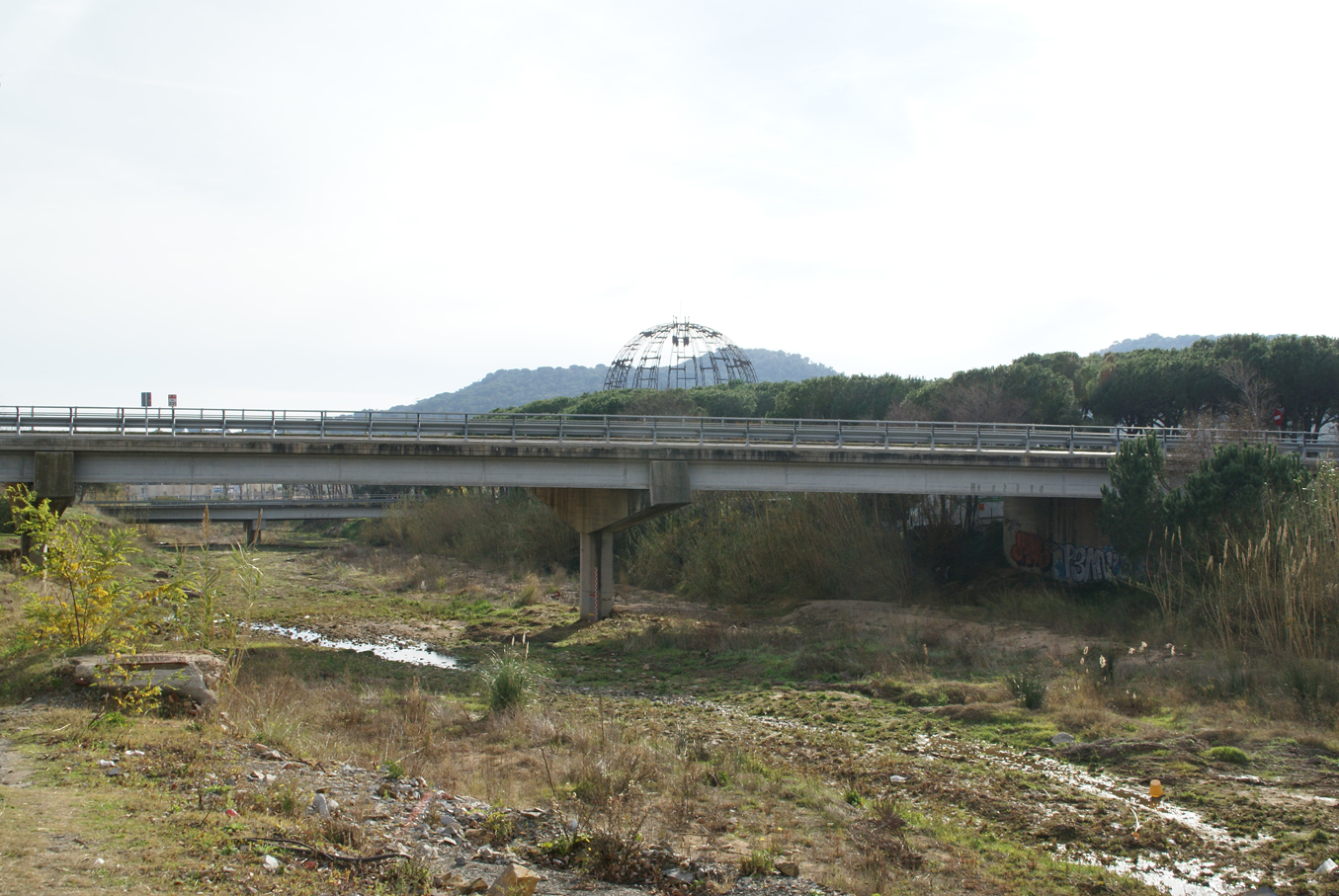
La riera de Calonge el 2007
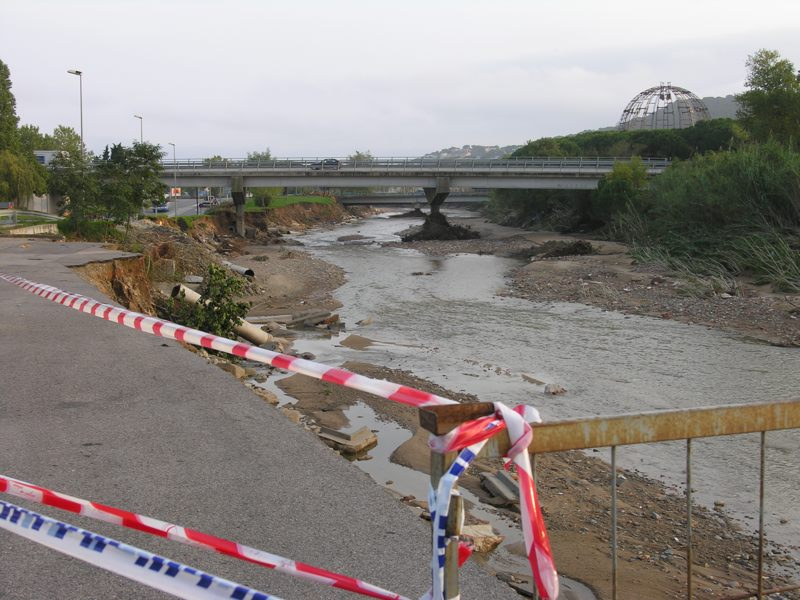
La riera de Calonge al mateix lloc a l'octubre 2005
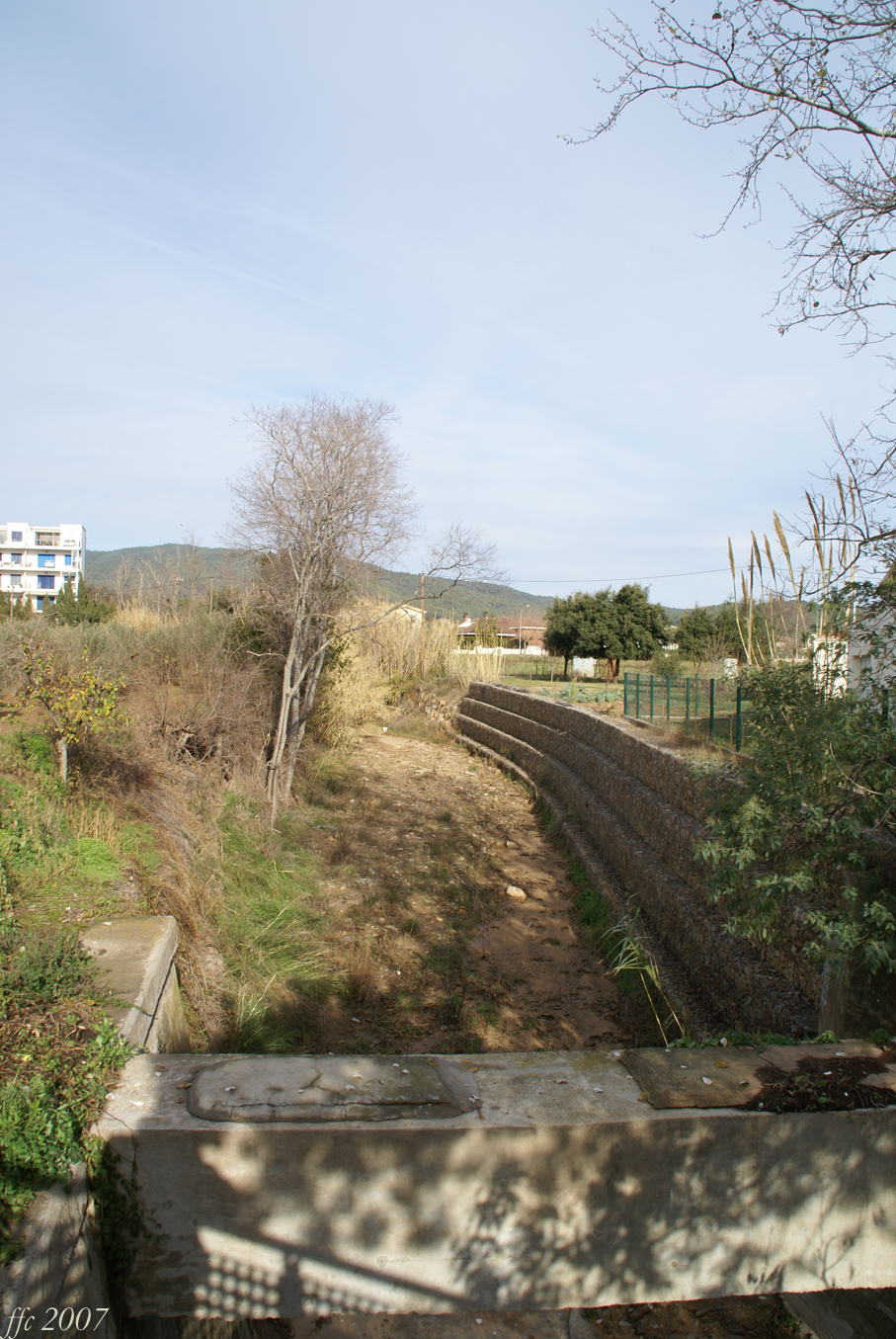
La riera del Tinar el 2007
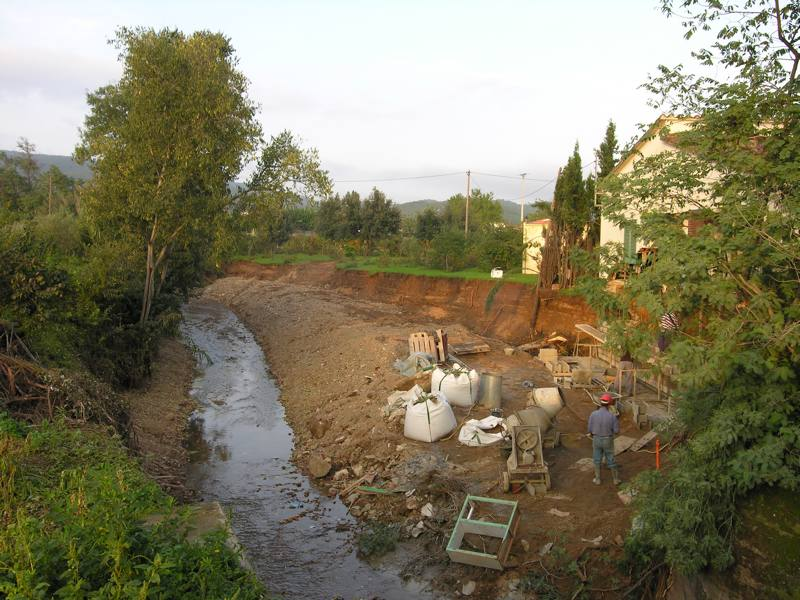
La riera del Tinar al mateix lloc a l'octubre 2005